# Oksana Masters
Oksana Masters, nacida como Oksana Oleksandrivna Bondarchuk (Оксана Олександрівна Бондарчук en ucraniano) (19 de junio de 1989 en Jmelnytsky, óblast de Jmelnytsky) es una remera y esquiadora de fondo paralímpica ucrano-estadounidense.
Fue miembro del equipo paralímpico de Estados Unidos en Londres 2012, donde obtuvo una medalla de bronce en remo, siendo la primera en la historia para la delegación estadounidense en dicha disciplina.
En los Juegos Paralímpicos de Tokio 2020 fue medalla de oro en ciclismo en ruta en la prueba de contrarreloj en ruta H4-5 femenino y también consiguió una medalla de oro en ciclismo en ruta en la prueba carrera en carretera, categoría H5 femenino.

## Biografía
Al igual que varios niños nacidos después del accidente de Chernóbil de 1986, Oksana nació con diversos defectos físicos a causa de la radiación: tibial hemimelia (tamaño desigual de las piernas), falta de peso en las pantorrillas, dedos palmeados sin pulgares y seis dedos en cada pie.
Tras ser abandonada por sus padres, tuvo que vivir en un orfanato. Cuando tenía 7 años, su vida da un cambio total al ser adoptada por Gay Masters, profesora de logopedia estadounidense que no pudo tener hijos, que se la llevó a vivir con ella a Estados Unidos.

En 1997 es trasladada a Estados Unidos, donde las dos piernas le fueron amputadas (la primera a los ocho años y la segunda a los trece) a causa del dolor de las malformaciones. También tuvo que someterse a una reconstrucción quirúrgica en la que se utilizó parte de sus dedos para reconstruirle los pulgares de la mano.
En 2001 se traslada con su madre a Louisville, Kentucky por razones laborales de su madre adoptiva, la cual era profesora universitaria. En 2008 se graduó en el Atherton High School en su ciudad de residencia.

## Trayectoria deportiva
En 2002 empezó a dar sus primeros pasos como remera poco antes de que le amputasen la pierna derecha. No obstante, consiguió adaptarse hasta llegar a ser competitiva. En 2010 participaría en la competición de CRASH-B estableciendo una plusmarca mundial. Posteriormente participaría en la competición de remo de Indianápolis, donde se hizo con el primer puesto.
Al año siguiente formó equipo con Augusto Perez, con el que quedó en segunda posición en el Campeonato Mundial Adaptado.

### Juegos Paralímpicos de Londres 2012
Durante la preparación para los Juegos Paralímpicos de Londres 2012, Masters formó equipo con Rob Jones, ex marine veterano que perdió sus piernas en una explosión provocada por un explosivo casero en la Guerra de Afganistán. Ambos fueron conocidos como "el Equipo de la Mala Compañía" (Team Bad Company) y obtuvieron el pasaporte para Londres tras ganar sus respectivas pruebas.
El 2 de septiembre, Masters obtuvo junto con Jones la medalla de bronce en remo con un tiempo de 4:05,56 por detrás de las delegaciones china y francesa.

### Juegos Paralímpicos de Tokio 2020
El 31 de agosto de 2021 obtuvo medalla de oro en ciclismo en ruta, en la prueba de contrarreloj en ruta H4-5 femenino, en una distancia de 24.0 kilómetros, con un tiempo de 45 minutos 40 segundos 5 centésimas (45:40:05), superando a la representante de China, Bianbian Sun (47:26:53) y a la competidora de Países Bajos, Jennette Jansen (48:45:69), plata y bronce respectivamente.
El 1 de septiembre de 2021 logró medalla de oro en ciclismo en ruta, en carrera en carretera categoría H5 femenino. La prueba consistió en recorrer una distancia de 66.0 kilómetros, la cual completó en un tiempo de 2 horas 23 minutos 39 segundos (2:23:39). Superó a la competidora china Bianbian Sun (2:26:50) y a la representante de Italia Katia Aere (2:28:11), quienes obtuvieron medallas de plata y bronce respectivamente.